# Stéphane Besançon
 (avril 2025).
Motif : Une seule source centrée
- Archive Wikiwix
- Bing
- Cairn
- DuckDuckGo
- E. Universalis
- Gallica
- Google
- G. Books
- G. News
- G. Scholar
- Persée
- Qwant
- (zh) Baidu
- (ru) Yandex
- (wd) trouver des œuvres sur Wikidata

| 1. | Préciser le motif de la pose du bandeau. | Précisez le motif de la pose du bandeau en utilisant la syntaxe suivante : {{admissibilité à vérifier\|date=août 2025\|motif=remplacez ce texte par le motif}}                         |
| 2. | Informer les utilisateurs concernés.     | Pensez à avertir le créateur de l'article, par exemple, en insérant le code ci-dessous sur sa page de discussion : {{subst:avertissement admissibilité à vérifier\|Stéphane Besançon}} |

 (août 2025).
Stéphane Besançon, né le 15 novembre 1977 à Grenoble est un biologiste et nutritionniste français avec une spécialisation en physiopathologie de la nutrition et en développement international. Il est aussi un activiste et un humanitaire. 

## Biographie
Il grandit à Grenoble où il fait ses études au lycée Emmanuel-Mounier de Grenoble. Il jouera de l'âge de 3 ans et demi à 20 ans au hockey sur glace au club des bruleurs de loup de Grenoble avec lequel il gagne plusieurs titres nationaux. De 1999 à 2003, il sera aussi joueur de roller in line hockey et portera le maillot de l'équipe de France au cours de 3 championnats du monde (Torrevieja (Espagne), 2001; Rochester (USA), 2002 et Pisek (république tchèque), 2003. 
En parallèle, il poursuit ces études de biologie, puis de nutrition avec une spécialisation en physiopathologie de la nutrition et en développement international.
Il fonde l'ONG internationale Santé Diabète en 2001, en devient le directeur des programmes en octobre 2003, date à laquelle l'ONG démarre ces programme de terrain au Mali, puis directeur général en 2009.
À travers Santé Diabète, il met en place de nombreux projets pilotes pour la prévention et la prise en charge du diabète en Afrique. Ses travaux sur les systèmes de santé, les maladies chroniques, l’accès aux traitements, la nutrition et le diabète en Afrique ont fait l’objet de nombreuses communications et publications internationales.
Entre 2003 et 2017, son engagement et son travail lui a valu différents portraits dans la presse écrite, et radio française,, et internationale.
Au cours du 24ème congrès mondial du diabète, en 2017 à Abu Dhabi, il reçoit un prix spécial pour son travail de quinze ans dans la lutte contre le diabète en Afrique. Pour cette reconnaissance, il donne une des 9 « Award lecture » du congrès mondial du diabète 2017.
Depuis 2015, il anime une chronique nutrition chaque semaine sur Radio France Internationale dans l’émission « Priorité Santé ».
En 2021, il co-signe une tribune dans Le Monde pour réclamer un accès universel à l'insuline, à l'occasion du centenaire de sa découverte par Frederick Banting puis porte avec Santé Diabète et Médecin Sans Frontière la voix de la société civile qui aboutira à l'adoption par les états membres de l'OMS à l'adoption de la résolution diabète / insuline à l'assemblée mondiale de la santé 2021. 
Depuis 2022, il a été nommé professeur associé en Santé Mondiale au Conservatoire National des Arts et Métiers (Cnam) à Paris où il est responsable de la spécialité de global health au sein du master spécialisé de santé publique Cnam - Pasteur.
Cette même année, le journal Le Monde lui consacre un un de ses grands portraits: « Stéphane Besançon, un activiste du diabète qui rayonne depuis l'Afrique».
Depuis 2021, il est membre de la Commission de la société civile de l’OMS qui a abouti à une résolution pour garantir un accès universel à l'insuline en 2021 et qui prépare la rencontre de haut niveau de l'assemblée générale des nations unies sur les maladies non transmissibles qui se déroulera en septembre 2025 à New York.
En octobre 2024, il co-signe une tribune avec l'inventeur du Nutri-score Serge Hercberg, Mathilde Touvier et Cynthia Fleury pour que celui-ci devienne obligatoire et soutenir cette position au niveau européen. Cette même année, il dirige un chapitre (L’influence des lobbys dans les politiques de santé publique) avec Serge Hercberg dans le livre notre santé nous appartient dirigé par Pauline Londeix et Jérome Martin.
En 2025, le journal Le Monde publie un entretien croisé entre Stéphane Besançon et Serge Hercberg sur la question de la santé publique au défi des lobbys.

## Livres
- Stéphane Besançon et Kaushik Ramaiya. Diabète Afrique. Édition ONG Santé Diabète, 2010, 80 pages.
- Pauline Londeix et Jérôme Martin Notre santé nous appartient, Un état des lieux clair sur notre système de soin pour agir maintenant . Armand Colin, 2024, 224 pages (Chapitre L’influence des lobbys dans les politiques de santé publique).

## Publications
- Betz Brown J, Ramaiya K, Besançon S, Rheeder P, Mapa Tassou C, Mbanya J.C, Kissimova-Skarbek K, Wangechi Njenga E, Wangui Muchemi E, Kiambuthi Wanjiru H, Schneide E. Use of Medical Services and Medicines Attributable to Diabetes in Sub-Saharan Africa, Plos One, Septembre 2014
- Besançon S, Beran D, Bouenizabila E. Accès à l'insuline dans les pays en voie de développement: une problématique complexe. Médecine des Maladies Métaboliques, Avril 2014
- Besançon S, Sidibé A, Traoré B, Amadou D, Djeugoue P, Coulon AL, Halimi S. Injecter de l’aide dans une région oubliée. Diabetes Voice, Volume 59, Mars 2014
- Besançon S, Sidibé A. Le diabète : un enjeu de santé publique au Mali. Soins, N°781, Décembre 2013
- Besançon S. Afrique et diabète: La fin d'un paradoxe. Diabète et Obésité, Volume 8, N° 72, Octobre 2013
- Besançon S, Sidibé A.T. La société civile face à l'urgence du diabète au Mali. Diabetes Voice, Volume 57, Juillet 2012
- Delisle H, Besançon S, Mbanya JC, Dushimimana A, Kapur A, Leitzmann C, Makoutodé M, Stover PJ. Empowering our profession in Africa. World Nutrition May 2012, 3, 6, 269-284
- Drabo J, Sidibé A, Halimi S, Besançon S. Une approche multipartenaire du développement de l'excellence dans la formation à la gestion du diabète dans quatre pays africains. Diabetes Voice, Volume 56, Juin 2011
- Debussche X, Balcou-Debussche M, Besançon S, Sidibé AT.Challenges to diabetes self-management in developing countries. Volume 54, Special Issue World diabetes congress, October 2009
- Besancon S, Sidibé AT, Nientao I. Décentralisation des soins du diabète au Mali, Un exemple de travail en réseau. Développement et Santé, Juillet 2009
- Besancon S, Sidibé AT, Nientao I. Adaptation des recommandations pour la prise en charge du diabète en Afrique. Développement et Santé, Juillet 2009
- Besancon S, Sidibé AT, Nientao I. Le diabète au Mali : aspects diététiques. Développement et Santé, Juillet 2009
- Besancon S, Sidibé AT, Nientao I, Sow DS. Comment a été développé le programme de prévention et de prise en charge spécifique du pied diabétique au Mali ?. Développement et Santé, Juillet 2009
- Beran D, Besançon S, Sidibé AT. Le diabète un nouvel enjeu de santé publique pour les pays en voie de développement : l’exemple du Mali. Médecine des maladies Métaboliques, Mars 2007
- Besançon S. L’Association Malienne de Lutte contre le Diabète. Diabetes voice, Volume 51 Numéro 3, Septembre 2006
- Beran D, Besançon S. Report of the International Insulin Foundation on the assessment protocol for insulin access in Mali, Décembre 2004